# Krăstjo Krăstev
Krăstjo Kotev Krăstev (in bulgaro Кръстьо Котев Кръстев?; Pirot, 31 maggio 1866 – Sofia, 15 aprile 1919) è stato un critico letterario, scrittore, traduttore ed attivista bulgaro, aderente al Circolo letterario "Misăl".

## Biografia
Krăstjo nacque il 31 maggio del 1866 a Pirot, oggi in territorio serbo. Terminò la scuola superiore bulgara nella sua città natale. Nel 1878, quando la città venne annessa al Regno di Serbia, la sua famiglia si aggiunse all'ondata di fuggitivi che si spostarono in Bulgaria. Nello stesso anno si iscrisse al neonato Primo Ginnasio Maschile di Sofia, dove acquisì solide conoscenze di greco antico, francese, tedesco, russo, stenografia, ecc. Nel 1885 si iscrisse alla facoltà di filosofia dell'Università di Lipsia e nel 1888 vi difese la dissertazione sulle concezioni filosofiche metafisiche dell'anima. A Lipsia prese forma la sua visione filosofica idealista e si laureò col titolo di "dottore in filosofia".
Tra il 1888 ed il 1890 fu direttore della scuola pedagogica di Kazanlăk, mentre dall'autunno del 1890 fino all'ottobre del 1891 fu insegnante di logica, psicologia ed etica nel Primo Ginnasio Maschile di Sofia e contemporaneamente collaborava attivamente alla stampa periodica con critiche e recensioni. Nel 1890 fu redattore della "Rivista letterario scientifica dell'associazione dei professori di Kazanlăk" (Литературно-научно списание на Казанлъшкото учителско дружество), e dall'anno successivo cominciò a pubblicare la rivista "Critica" (Критика). Nel 1892 iniziò la pubblicazione della più autorevole rivista letteraria bulgara del confine tra il ХІХ ed il ХХ secolo, "Misăl" (Мисъл) (1892-1907). Alla formazione della rivista presero parte Pejo Javorov, Penčo Slavejkov e Petko Todorov, per la cui affermazione nel campo letterario ebbe un ruolo significativo Krăstjo. Il Dottor Krăstev dei meriti anche per la crescita intellettuale di Kiril Hristov, che per un po' di tempo rimase vicino al circolo "Misăl". Una delle principali preoccupazioni del redattore della rivista "Misăl" fu quella di riuscire a sviluppare il gusto estetico dei lettori bulgari.
Nel 1894-1896 e nel 1899-1907 fu professore all'Istituto superiore (oggi Università di San Clemente di Ocrida). Nel 1907, dopo la dimostrazione studentesca contro il principe Ferdinando I venne licenziato dall'università e fino al febbraio 1908 fu direttore dell'Istituto pedagogico di Skopje. Dall'ottobre 1908 venne di nuovo assunto come professore all'università, dove ha insegnato fino alla morte. Nel 1910 come successore della rivista "Misăl" pubblicò la raccolta "Misăl". Nello stesso anno venne eletto membro attivo dell'Associazione letteraria bulgara (in seguito Accademia bulgara delle scienze). Krăstjo era tra quegli intellettuali, che si dichiararono fermamente contro l'entrata della Bulgaria nella prima guerra mondiale (per cui fu persino arrestato), ma dopo che, nell'ottobre 1915, la Bulgaria aveva ormai dichiarato la guerra, sviluppò un'attività d'istruzione culturale nella sua città natale e nel Pomoravlje con lo scopo di confrontare i processi avanzati dell'assimilazione dei bulgari locali.
Morì il 15 aprile 1919 a Sofia.
I giudizi dei contemporanei sulla persona e sul critico letterario, che fu Krăstjo Krăstev, furono contraddittori, dalle esaltazioni alla piena opposizione e alle accuse di dogmatismo e formalismi, fino alla dittatura letteraria. Krăstjo Krăstev divenne famoso, sia come critico, che si esprimeva su una parte delle dignità letterarie delle opere degli scrittori affermati come Ivan Vazov e Ljuben Karavelov, sia come autore, che promuoveva l'estetica nell'idealismo soggettivo della fine del XIX secolo.